# Vorhalle (Kirchenbau)
Vorhallen und kleinere Vorbauten im Eingangsbereich von Kirchen hatten oder haben in verschiedenen Epochen und Kunstlandschaften vielfältig unterscheidbare liturgische und praktische Funktionen. Solche Vorbauten können ein architektonisches Gliederungselement sein und als Wetterschutz dienen (Windfang, Vorhäuschen). Weiterhin weisen sie optisch auf den Eingang hin. Dazu kommt die symbolhafte Bedeutung einer abgestuften Vorbereitung auf den Eintritt in das Kirchengebäude. Ihre verschiedenen Erscheinungsformen werden dementsprechend in der architekturgeschichtlichen Terminologie mit spezifischen Begriffen benannt, deren Bedeutungsinhalte sich gelegentlich überschneiden können. Vorhallen sind im Kirchenbau jedoch nicht zwingend.

## Historische Sonderformen

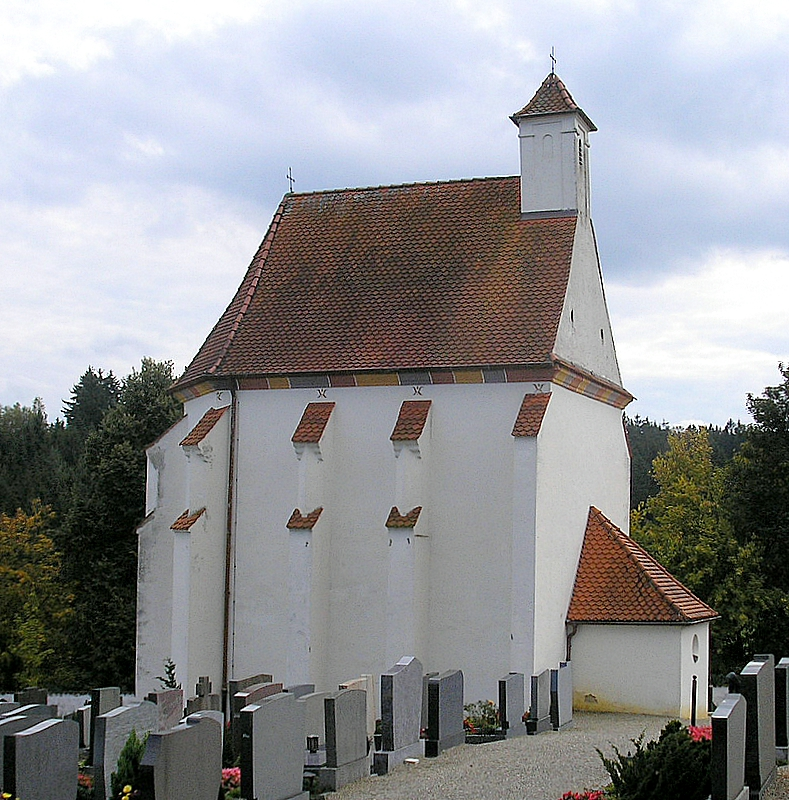
Vorzeichen der Friedhofskapelle zu den Vierzehn Nothelfern in Welden, Landkreis Augsburg: eine einfache geschlossene Vorhalle an der Stirnfassade (rechte Bildseite)

Den großen frühchristlichen und byzantinischen Basiliken ist gewöhnlich
ein Narthex, der breite und wenig tiefe, eingeschossige Vorraum an der Eingangsseite vorgesetzt. Seiner vom Sanktuarium entfernten Lage entsprechend war er von minderem Rang, Platz der noch Ungetauften und der Büßer. Er kann innerhalb und außerhalb der Fassade angeordnet sein, von einem Portal verschlossen oder sich mit Arkaden nach außen öffnen. 
In der mittelalterlichen Architektur leitete sich daraus das
Paradies ab, so die schon frühmittelalterliche Bezeichnung für einen atriumartigen Vorplatz von Kirchen. In der französischen und englischen Romanik wird dieser Bereich auch als Galiläa bezeichnet. Im späteren Mittelalter wurde er manchmal als hallenartiger, vorne offener Vorbau an (meist nördlichen) Seiteneingängen errichtet und mit Skulpturen geschmückt. Das hier in die Kirche führende Brautportal lässt im Namen schon eine seiner Funktionen erkennen: es war der Ort, an dem der Priester die Trauung vornahm. 
Seit dem 17. Jahrhundert wird daher in Norddeutschland der seitliche Anbau auch Brauthaus genannt.
Vorzeichen ist eine regional in den Voralpenlandschaften und Alpenländern, vor allem in der Schweiz gebrauchte Bezeichnung für einen meist kleineren Vorbau an der Fassade einer Kirche oder Kapelle. Das Wort, mittelhochdeutsch pforzich, ist eine Eindeutschung von lateinisch porticus ‘Säulenhalle, Vorhalle’.

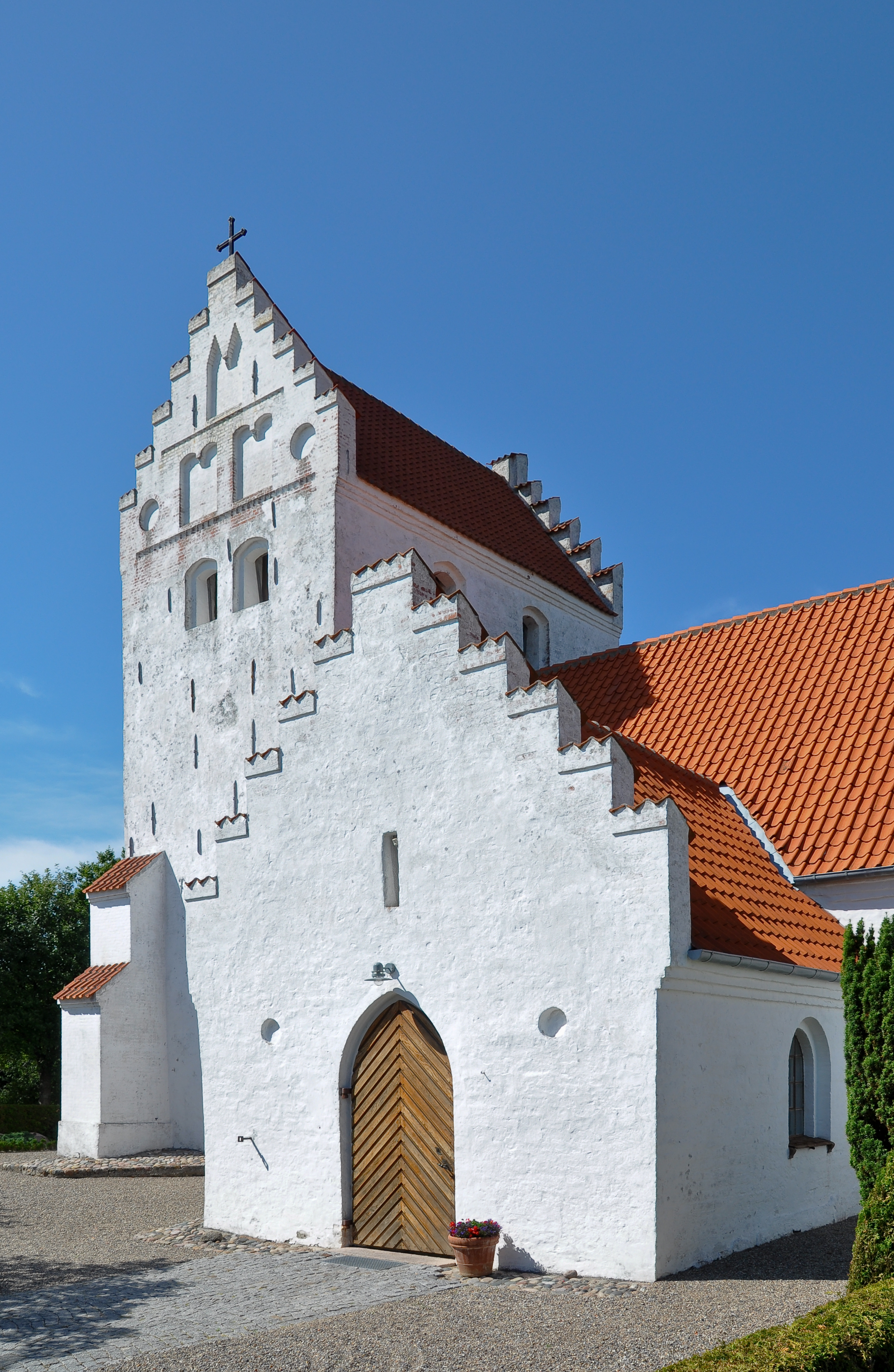
Våbenhus der Onsbjerg Kirke auf der Insel Samsø im Kattegat

Der Portikus war in der Frühzeit noch gleichbedeutend mit dem oben genannten Narthex. Doch in der neuzeitlichen Baukunst von der Renaissance bis zum Klassizismus bezeichnet der Begriff eine das Portal überhöhende, meist übergiebelte Säulenhalle.
Våbenhus (DK)/Vapenhus (SV): In Nordeuropa, teilweise auch in England und Norddeutschland wurden vor die Eingänge von Kirchen (in Dänemark der meisten) mit überdachten Vorbauten oft geringer Höhe mit zu schließenden Türen ausgestattet, zumeist an einer oder beiden Seiten des Langhauses. Das Dach dieser Vorbauten steht zumeist quer zu dem der Kirche. Wiewohl diese Eingangsbauten mit der Zeit vorrangig dem Raumklima der Kirche dienten, weist die Bezeichnung, „Waffen-Haus“, auf einen ursprünglich anderen Zweck. Zu Zeiten, als sehr viele Männer normalerweise eine Waffe bei sich trugen, sollten die Gläubigen unbewaffnet an der Messe teilnehmen, die Waffen aber vor der Kirchentür bewacht werden. 
Gawit bezeichnet eine meist quadratische Vorhalle in der mittelalterlichen Klosterarchitektur Armeniens. 

Pallisch ist der jiddische Name für den Vorraum einer Synagoge.